# Nur ein Bankraub
Nur ein Bankraub (Originaltitel: Enkelstöten) ist eine zwischen 2017 und 2019 produzierte schwedische Kriminalkomödie, die auf den Romanen Enkelstöten und Dubbelstöten des schwedischen Autors Tomas Arvidsson basiert.

## Handlung
Die Serie handelt von den beiden in der schwedischen Stadt Kalmar lebenden Freundinnen Jenny und Cecilia, die beide kurz vor dem Ruhestand stehen und in finanzielle Schwierigkeiten geraten. Obwohl beide bisher völlig unauffällig als Lehrerin und Ärztin gelebt haben, beschließen sie zur Lösung ihrer Probleme eine Bank zu überfallen.

## Hintergrund
Die 1. Staffel baut auf dem 1976 erschienenen Roman Enkelstöten des schwedischen Autors Tomas Arvidsson auf, im Unterschied zur Vorlage mit weiblichen anstatt männlichen Bankräubern. Die Regie teilten sich Felix Herngren (Folge 1 bis 3) und Emma Bucht (Folge 4 bis 6).
Die deutsche Erstausstrahlung erfolgte am 18. und 25. April 2019 in jeweils 3 Folgen am Stück auf arte, bereits ab dem 11. April 2019 waren die ersten 3 Folgen in der arte-Mediathek abrufbar.
Im Frühjahr 2019 wurde in Schweden eine 2. Staffel ausgestrahlt. Seit dem 26. Januar 2024 ist diese (unsynchronisiert) auch in der arte-Mediathek verfügbar, wahlweise mit deutschen oder französischen Untertiteln.

## Besetzung und Synchronisation
Die deutschsprachige Synchronisation entstand nach dem Dialogbuch und der Dialogregie von Jürgen Wilhelm bei der Studio Hamburg Synchron GmbH.
| Rollenname       | Schauspieler       | Synchronsprecher       |
| ---------------- | ------------------ | ---------------------- |
| Cecilia Stensson | Sissela Kyle       | Heike Schroetter       |
| Jenny Bengtsson  | Lotta Tejle        | Daniela Hoffmann       |
| Jan Stensson     | Tomas von Brömssen | Uwe Büschken           |
| Gunnar Bengtsson | Ralph Carlsson     | Hans-Jürgen Dittberner |
| Bengt            | David Wiberg       |                        |
| Anki             | Gunilla Röör       |                        |
| Oscar            | Danilo Bejarano    |                        |
| Siri             | Lena Philipsson    | Aline Staskowiak       |
| Harriet          | Kristin Andersson  | Daniela Hoffmann       |
| Stellan          | Peter Carlberg     | Lutz Schnell           |
| Ann-Sofie        | Susanne Hörnquist  | Ariane Seeger          |